# 王莽
王莽（前45年—23年10月6日），字巨君，魏郡元城貴鄉（今河北邯郸大名縣東）人，新朝的皇帝，是西漢末年政治人物、外戚及權臣，他最終以「假皇帝」（代理皇帝）身份登基並建立新朝。稱帝後的王莽大舉推行向周朝看齊的復古改革，引發社會動盪，再加上黃河改道等天災，以致各地豪強紛起，亦有民變发生，新朝僅14年就被推翻，王莽也被叛軍所殺。
文獻記載王莽身高七尺五寸（大約173公分）。他終其一生都自奉甚儉、治家嚴苛，曾先後命三名行為不端的嫡子自盡。

## 生平经历

### 外戚出身
王莽為舜的后代，濟北王田安六世孫，即陳國、田齊之王裔，田家失國後，齊地的庶民卻依然稱呼田家為「王家」，日久，田家由田姓改為王姓。
王莽原籍濟南郡東平陵。汉元帝皇后王政君之侄。幼年时父親王曼去世，很快其兄也去世。王莽孝母尊嫂，生活俭朴，饱读诗书，结士，声名远播。
王莽对其身居大司马之位的伯父王凤极为恭顺。王凤临終時嘱咐王政君照顾王莽。西漢陽朔三年（前22年），王莽初任黄门郎，后升为射声校尉。王莽礼贤下士，清廉俭朴，常把自己的俸禄分给门客和穷人，甚至卖掉自己车马接济穷人，深受众人爱戴。其叔父王商甚至上书愿把其封地的一部分让给王莽。永始元年（前16年）封新都侯、騎都尉及光祿大夫侍中。绥和元年（前8年）继他的三位伯、叔之后出任大司马，时年38岁。
翌年，汉成帝去世。汉哀帝继位后傅太后、丁太后及其外戚得势，王莽免官，隐居新野。其间他的二子王获杀死家奴，王莽逼其自杀，得到世人好评。

### 代漢立新
元寿元年（前2年）其回京城居住。元寿二年（前1年）汉哀帝去世，並未留下子嗣，由太皇太后王政君掌管传国玉玺，王莽任大司马，兼管軍事及禁軍，立汉平帝，得到朝野的拥戴。元始元年（1年）王莽在推辞再三之后接受了“安汉公”的尊号，将俸禄转封两万多人。元始三年（3年）王莽的女儿成了皇后。元始四年（4年）加号宰衡，為上公。大力宣扬礼乐教化，得到儒生的拥戴，被加九锡。《资治通鉴》記載，元始五年（5年）王莽毒死汉平帝，但《漢書》並未記載平帝的死因。後來王莽立年仅两岁的孺子婴为皇太子，太皇太后王氏命王莽代天子朝政，先后称“摄皇帝”、“假皇帝”。从居攝二年（6年），翟義起兵反对王莽，有人开始不断借各种名目对王莽劝进。初始元年十一月戊辰（9年1月10日 / 8年12月），王莽正式称帝，改国号为「新」，改长安为常安，封孺子婴为定安公；是為始建国元年。

### 王莽改制
他當上皇帝後仿照 “儒家想像” 當中的周朝制度（歷史上並不存在）推行新政，推行克己复礼，屢次改變幣制，更改官制與官名，以王田制為名恢復井田制，把鹽、鐵、酒、幣制、五均賒貸及山林川澤收歸國有，不停使用根據儒家文獻當中的周禮模式。「今更名天下田曰王田，奴婢曰私属，皆不得买卖”。由於政策多存在不合實情處，百姓未蒙其利，先受其害，不斷挑起天下各貴族和平民的不滿。另外措施又不合時宜，所以措施如王田制推行四年便令民怨沸騰。這可見於當時的中郎將區博所言：「井田雖聖王法，共廢久矣。」漢學家馬端臨《文獻通考》所言：「廢之於寡，立之於眾，土地有列在豪強。」
此外，王莽將原本臣服於漢朝的匈奴、高句麗、西域諸國和西南夷等屬國統治者由原本的「王」降格為「侯」。又收回並損毀匈奴单之印璽，改授予新匈奴單于之章；甚至將匈奴單于改為降奴服于，高句麗改名下句麗；各國因此拒絕臣服新朝，造成邊境戰争不絕。

### 新朝速亡
天凤四年（17年）各地民軍纷起，有赤眉及绿林大規模的反抗。地皇四年（23年）王莽在南郊舉行哭天大典。同年，绿林军攻入长安，王莽在混乱中为商人杜吴所杀，終年68歲，頭顱被校尉公賓就砍下，隨後公賓就攜帶著王莽的頭顱來到宛城，他也因此被更始帝封為滑侯。更始帝下詔將王莽頭顱懸於宛市（今宛市镇）之中，新朝灭亡。其頭顱後來被各代收藏，直到西晉元康五年（295年）晉惠帝時，洛陽武庫大火，王莽的頭顱被焚毀。

## 陵墓
王莽陵一说在今陕西省渭南市华阴市红岩村附近。由于年代久远，陵墓痕迹难辨。在陕西省安康、镇安、旬阳三县市交界处有王莽山。主峰海拔1560米。地势险要，有王莽墓、刘秀寨遗迹。

## 評價

### 古人評價
中國传统历史学强调忠君、家天下等理念，对王莽的評價普遍不高，一般都認為他只是一位「偽君子」，眾口一辭的千古罪人。东汉史學家班固修订的《漢書》就把王莽列作「逆臣」一類和「佞邪之材」。而後世評價也大抵是受到了東漢時代史家所影響。事實上王莽本身是篡漢而取得帝位，而同時也是为漢朝宗室所滅，從汉朝政權來看，王莽被視作「逆臣賊子」是理所當然。而他在取得帝位前的種種行徑，更被視為作為「逆臣賊子」的理據，例如他殺了漢平帝而立了孺子嬰為帝就為一例。

### 胡適評價
胡適開始為王莽平反：“王莽是一千九百年前的一個社會主義者。”他認同王莽改革中的土地國有、均產、廢奴三個大政策，“王莽受了一千九百年的冤枉，至今還沒有公平的論定。他的貴本家王安石受一時的唾罵，卻早已有人替他伸冤了。然而王莽卻是一個大政治家，他的魄力和手腕遠在王安石之上⋯⋯可憐這樣一個勤勤懇懇，生性『不能無為』，要『均眾庶，抑並兼』的人，到末了竟死在斬台上⋯⋯竟沒有人替他說一句公平的話。”

### 錢穆評價
史家錢穆從另一角度看，認為王莽是書生式政治家。王莽登位後推行之新政，大抵都是為了仿照周朝的制度推行，如屢次改變幣制、更改官制與官名、以王田制為名恢復井田制，把鹽、鐵、酒、幣制、山林川澤收歸國有，都是不停恢复西周時代的周禮模式。可是古今風俗不同，環境各異，源於古制的新法，未必一切都合時合宜。而這些新政都是違反了歷史規律，所以推行失敗，自屬歷史必然。所以這個角度看，王莽是一個事事復古，脫離現實的政治家。錢穆説：「王莽的政治，完全是一種書生的政治⋯⋯不達政情，又無賢輔，徒以文字議論政治。」

### 黄仁宇評價
旅美歷史學家黃仁宇則指出，從王莽登位後發出的一系詔書中看到，王莽的政策根本脫離了當時的實際環境，亦缺乏適當的用人安排。他在《中國大歷史》裡語帶諷刺的評論王莽：「他盡信中國古典，真的以為金字塔可以倒砌。」

### 傅樂成評價
傅樂成在其著作《中國通史》中評論王莽。王莽具有超人的智力、辯才和威嚴，但也有重大的缺點，諸如過度的自信，一味的復古以及猜疑部下等。王莽的行為看來有些偽，也有些愚，但西汉的偽風並不始於王莽，他不過承襲此風而擴充之，結果以偽獲得名聲並篡位之後，得意之餘，乃至無往而不偽。他有他的政治理想，其新法是為整個西漢政治作一通盤的改革，但因缺乏政治才能又迷信復古，事事行之以偽，才會看來令人有愚的感覺。王莽是實際政治的失敗者，也是復古思想的殉道者，他在政治舞台上所表現的一切，雖然最後都歸幻滅，但實在是不平凡的。

### 吕思勉評價
史学家吕思勉也认为以汉朝为出发点的历史评价不公，即将王莽的优点全部用一个“伪”字掩盖。王莽本身博学，礼贤下士，孝敬母亲功显君及寡居的嫂嫂，地位越高而对人越谦虚，而且自己与自己家人的生活始终接近清贫，甚至王莽的妻子因为穿着朴素出门迎客被认为是僕佣。吕思勉认为凡是作伪之人，必然是有所图的，但王莽篡汉称帝所图达到之后却无改变，一生作为如一，又如何能称其为伪？更重要的是，王莽改制成为中国文化的一次重大转变，在西汉及以前，凡是谈论政治的人大多对社会现状进行攻击要求改革，至东汉及以后，玄学、佛学先后兴起，都强调适应社会，而不再追求改革。王莽的行事，诸如恢复井田等，其实很大程度上代表了从先秦以来仁人志士的公意，无论成败，都应由抱有此类见解的人士共负，而不是王莽一人之责。
吕思勉进一步谈到王莽改革的历史影响，「从此以后大家都知道社会改革，不是件容易的事，无人敢作根本改革之想。『治天下不如安天下，安天下不如与天下安』，遂成为政治上的金科玉律」。

### 韓復智評價
史學家韓復智認為王莽的經濟改革對解決當時的經濟問題有一定的幫助。他在《兩漢經濟問題癥結》中提到王莽推行的經濟措施「除變更幣制外，可謂都切中時弊，真正兼顧到平均地權與節制資本兩方面。」其說法是基於王莽一方面把全國土地收歸國有，平均分配給人民。另一方面，他強制有勞動能力的人從事生產，以改善農民生活。其次，他實行五均六筦，不僅防止資本家的兼併和農民遭受重利盤剝，並且扶助小商人的經營，用來救濟農民。但同時變更幣制的經濟措施付卻令通貨膨脹的情況惡化和幣制混亂，而貧窮的人民更加未能在拉闊了的貧富差距下受惠。連富裕的商人亦都破產。雖然如此，王莽的社會經濟改革仍然得到韓復智的正面評價。

### 畢漢思評價
哥倫比亞大學的漢學家畢漢思在崔瑞德及魯惟一主編的《劍橋中國秦漢史》的「王莽，漢之中興，後漢」一章中表示王莽如果沒有真才實學，他不可能升為攝皇帝。他雖篡漢建立新朝，孺子劉嬰受到了他不尋常的寬大，雖然被廢但沒有被殺且能過著隱居的生活。而王莽也將孫女嫁給劉嬰。在始建国元年（9年）爆發了兩次原劉氏皇室的起事，王莽很快就派員鎮壓並牢牢地控制漢室，在長安建都。他執政期間的外交、經濟、政治政策並不如傳統認爲地那樣不堪，只是沒能堅持到表現其積極影響。他的新朝的覆滅應由黃河改道帶來的災難負責，士紳和農民的騷亂中他失去了支持。

### 柏楊評價
柏杨赞美他和平建国，在《中国人史纲》一书中提到：“中国历史有一个现象，每一次政权转移，都要发生一次改朝换代型的大混乱，野心家或英雄们各自握有武力，互相争夺吞噬，最后剩下的那一个，即成为儒学派所称颂为‘得国最正’的圣君，在血海中建立他的政权。王莽打破这种惯例，他跟战国时代齐国的田和一样，用和平的方式接收政权，同时也创造了一个权臣夺取宝座的程式，以后很多王朝建立，都照本宣科。西汉王朝在平静中消失，新王朝在平静中诞生，两大王朝交接之际，没有流血⋯⋯王莽是儒家学派鉅子，以一个学者建立一个庞大的帝国，中国历史上仅此一次。文人夺权，没有大面积流血，和平过渡，和平演变，殊属不易。”

## 家庭
王莽是汉初济北王田安的六世孙，是战国时代齐国王室的后裔，因齐人称他们为“王家”，所以后来便以“王”为氏。
| \| \| \| \| \| \| \| \| \| \| \| \| \| \| \| \| \| \| \| \| 高祖父：王遂 \| \| \| \| \| \| \| \| \| \| \| \| \| \| \| \| \| \| \| \| \| \| \| \| \| \| \| \| \| \| \| \| \| \| \| \| \| \| \| \| \| \| \| \| \| \| \| \| \| \| \| \| \| \| 曾祖父：王贺 \| \| \| \| \| \| \| \| \| \| \| \| \| \| \| \| \| \| \| \| \| \| \| \| \| \| \| \| \| \| \| \| \| \| \| \| \| \| \| \| \| \| \| \| \| \| \| \| \| \| \| \| \| \| 祖父：阳平顷侯王禁 \| \| \| \| \| \| \| \| \| \| \| \| \| \| \| \| \| \| \| \| \| \| \| \| \| \| \| \| \| \| \| \| \| \| \| \| \| \| \| \| \| \| \| \| \| \| \| \| \| \| \| \| \| \| 父：（追封）新都哀侯王曼 \| \| \| \| \| \| \| \| \| \| \| \| \| \| \| \| \| \| \| \| \| \| \| \| \| \| \| \| \| \| \| \| \| \| \| \| \| \| \| \| \| \| \| \| \| \| \| \| \| \| \| \| \| \| 皇帝王莽 \| \| \| \| \| \| \| \| \| \| \| \| \| \| \| \| \| \| \| \| \| \| \| \| \| \| \| \| \| \| \| \| \| \| \| \| \| \| \| \| \| \| \| \| \| \| \| \| \| \| \| \| \| \| 母：功显君渠氏 \| \| \| \| \| \| \| \| \| \| \| \| \| \| \| \| \| \| \| \| \| \| \| \| \| \| \| \| \| \| \| \| \| \| \| \| \| \| \| \| \| \| \| \| \| \| \| \| \| \| \| \| |                          |  |  |  |  |  |  |  |  |  |  |  |  |  |  |  |
| |                          |  |  |  |  |  |  |  |  |  |  |  |  |  |  |  |
| | 高祖父：王遂             |  |  |  |  |  |  |  |  |  |  |  |  |  |  |  |
| |                          |  |  |  |  |  |  |  |  |  |  |  |  |  |  |  |
| |                          |  |  |  |  |  |  |  |  |  |  |  |  |  |  |  |
| | 曾祖父：王贺             |  |  |  |  |  |  |  |  |  |  |  |  |  |  |  |
| |                          |  |  |  |  |  |  |  |  |  |  |  |  |  |  |  |
| |                          |  |  |  |  |  |  |  |  |  |  |  |  |  |  |  |
| | 祖父：阳平顷侯王禁       |  |  |  |  |  |  |  |  |  |  |  |  |  |  |  |
| |                          |  |  |  |  |  |  |  |  |  |  |  |  |  |  |  |
| |                          |  |  |  |  |  |  |  |  |  |  |  |  |  |  |  |
| | 父：（追封）新都哀侯王曼 |  |  |  |  |  |  |  |  |  |  |  |  |  |  |  |
| |                          |  |  |  |  |  |  |  |  |  |  |  |  |  |  |  |
| |                          |  |  |  |  |  |  |  |  |  |  |  |  |  |  |  |
| | 皇帝王莽                 |  |  |  |  |  |  |  |  |  |  |  |  |  |  |  |
| |                          |  |  |  |  |  |  |  |  |  |  |  |  |  |  |  |
| |                          |  |  |  |  |  |  |  |  |  |  |  |  |  |  |  |
| | 母：功显君渠氏           |  |  |  |  |  |  |  |  |  |  |  |  |  |  |  |
| |                          |  |  |  |  |  |  |  |  |  |  |  |  |  |  |  |
| |                          |  |  |  |  |  |  |  |  |  |  |  |  |  |  |  |

### 后妃
- 皇后孝睦皇后
- 皇后史氏
- 侍妾原碧
- 侍妾增秩
- 侍妾懷能
- 侍妾開明

此外，據資治通鑑記載，新朝亡覆之際，王莽除冊立繼后史氏之外，還同時冊封了一百二十位沒有記載姓名、位號的後宮妃嬪。

### 子女
- 兒子

| 排行 | 姓名 | 母       | 備註 |
| ---- | ---- | -------- | --- |
| 長子 | 王宇 | 孝睦皇后 | 因為呂寬之獄受到牽連而被王莽所殺。据《漢書·王莽傳》載，有子王千、王壽、王吉、王宗、王世、王利。其中王宗原名王会宗，承袭新都侯爵位，后因图谋篡王莽之位事败而死。 |
| 二子 | 王獲 | 孝睦皇后 | 因為殺了一個奴婢而被王莽逼令自殺。 |
| 三子 | 王安 | 孝睦皇后 | 病死。 |
| 四子 | 王臨 | 孝睦皇后 | 因與王莽的侍妾原碧私通，謀殺王莽，被逼令自殺。 |
| 五子 | 王興 | 侍妾懷能 | |
| 六子 | 王匡 | 侍妾增秩 | |

- 女兒

| 排行 | 姓名             | 母       | 備註                                                               |
| ---- | ---------------- | -------- | ------------------------------------------------------------------ |
| 长女 | 黃皇室主         | 孝睦皇后 | 為漢平帝皇后王氏，新朝建立後封黃皇室主。新朝亡覆之際於大火中自盡。 |
| 次女 | 王曄，或寫作王曅 | 侍妾增秩 | 封睦脩任                                                           |
| 三女 | 王捷             | 侍妾開明 | 封睦逮任                                                           |

## 影視形象

### 歌仔戲
| 年份 | 劇名         | 演員   | 剧中称谓 |
| ---- | ------------ | ------ | -------- |
| 1990 | 《东汉演义》 | 吕福禄 | 王莽     |

### 電視劇
| 年份 | 劇名             | 演員   | 剧中称谓 |
| ---- | ---------------- | ------ | -------- |
| 2004 | 《光武帝刘秀》   | 林连昆 | 王莽     |
| 2006 | 《昭君出塞》     | 马浚伟 | 王莽     |
| 2008 | 《母仪天下》     | 赵锦焘 | 王莽     |
| 2015 | 《相爱穿梭千年》 | 陈翔   | 王莽     |